# Graptopetalum
Graptopetalum Rose – rodzaj roślin należący do rodziny gruboszowatych (Crassulaceae DC. in Lam. & DC.). Obejmuje co najmniej 18 gatunków występujących naturalnie w południowej części Stanów Zjednoczonych i Meksyku. Rodzaj ten jest ściśle powiązany z eszewerią, ale posiada płatki uwydatnione od środka korony kwiatu, z czerwonymi kropkami lub plamkami.

## Morfologia
PokrójRoślina wieloletnia lub krzew.
LiścieNaprzemianległe, zebrane zazwyczaj w rozetę.
KwiatyKrótkie zebrany w pojedynczych kwiatostanach. Mają 5 prawie równych działek kielicha oraz 5-7 płatków zrośniętych u spodu. Posiadają 5-10 pręcików zakrzywionych do zewnątrz.

## Systematyka
Pozycja systematyczna według Angiosperm Phylogeny Website (aktualizowany system APG III z 2009)
Rodzaj ten należy do podrodziny Sedoideae, rodziny gruboszowatych Crassulaceae DC. in Lam. & DC., do rzędu skalnicowców (Saxifragales Dumort.) i wraz z nim do okrytonasiennych. 
Pozycja systematyczna według systemu Reveala (1993-1999)
Gromada okrytonasienne (Magnoliophyta Cronquist), podgromada Magnoliophytina Frohne & U. Jensen ex Reveal, klasa Rosopsida Batsch, podklasa różowe (Rosidae Takht.), nadrząd Saxifraganae Reveala, rząd skalnicowce (Saxifragales Dumort.), rodzina gruboszowate (Crassulaceae DC. in Lam. & DC.), podrodzina Sedoideae, plemię Sedeae
Wykaz gatunków
| - Graptopetalum amethystinum (Rose) E.Walther - Graptopetalum bartramii Rose - Graptopetalum bellum (Moran & Meyran) D.R.Hunt - Graptopetalum filiferum (S.Watson) Whitehead - Graptopetalum fruticosum Moran - Graptopetalum glassii Acev.-Rosas & Cházaro - Graptopetalum grande Alexander - Graptopetalum macdougallii Alexander - Graptopetalum marginatum Kimnach & Moran | - Graptopetalum mendozae Glass & M.Cházaro Basánez - Graptopetalum occidentale Rose ex E.Walther - Graptopetalum pachyphyllum Rose - Graptopetalum paraguayense (N.E.Br.) E.Walther - Graptopetalum pentandrum Moran - Graptopetalum pusillum Rose - Graptopetalum rusbyi (Greene) Rose - Graptopetalum saxifragoides Kimnach - Graptopetalum superbum (Kimnach) Acev.-Rosas |